# Онкоэпидемиология
Онкоэпидемиоло́гия — раздел медицины, возникший на стыке онкологии и эпидемиологии и занимающийся изучением закономерностей распространения опухолевых заболеваний на определённой территории среди всего населения или отдельных его групп и популяций. Онкоэпидемиологию можно рассматривать как раздел эпидемиологии, объектом изучения которого являются онкологические заболевания, а также неоплазии и другие состояния, предшествующие возникновению таких заболеваний; в отличие от клинической медицины, она имеет дело не с отдельными индивидами, а с группами людей.
Исследования в области онкоэпидемиологии необходимы, прежде всего, для решения практических задач противораковой борьбы, для организации работ по профилактике заболеваний и планирования деятельности лечебно-профилактических учреждений. Их важность связана с тем, что между странами, регионами, этносами, а также между людьми с разными привычками выявлены существенные различия в области структуры опухолевых заболеваний и по показателям частоты развития опухолей различных органов. Так, в структуре заболеваемости онкозаболеваниями в городе Москве в 2012 году лидировали рак молочной железы (14 % всех случаев), рак предстательной железы (10 %) и рак кожи (9 %), в то время как в Туркменистане в начале XXI века первое место занимал рак пищевода, а в целом на планете в 2010 году лидировал рак лёгкого — 13,2 % от всех злокачественных новообразований.

## Становление онкоэпидемиологии
Первые важные наблюдения, положившие начало исследованиям в области онкоэпидемиологии, были сделаны в XVIII веке. Ещё в 1713 году Бернардино Рамадзини, профессор медицины Падуанского университета, обратил внимание на то, что у монахинь фактически отсутствует рак шейки матки, а уровень заболеваемости раком молочной железы, напротив, высок; это наблюдение дало старт изучению влияния инфекций, передающихся половым путём, и изменений гормонального фона (в данном случае связанных с обетом безбрачия) на риск возникновения рака. Английский естествоиспытатель Джон Хилл в 1761 году опубликовал книгу «Cautions Against the Immoderate Use of Snuff» («Предупреждения о неумеренном употреблении табака»), связав табакокурение с повышенным риском возникновения рака. Хирург лондонской больницы Святого Варфоломея Персивелл Потт дал в 1775 году описание рака мошонки как профессионального рака трубочистов (ими в тогдашней Англии работали мальчики, обычно передвигавшиеся по трубам голыми; их кожа постоянно контактировала с сажей, которая задерживалась в складках кожи мошонки) и тем самым положил начало изучению профессиональных канцерогенных воздействий.
В 1915 году американский статистик Фредерик Людвиг Хоффман в своей книге «The Mortality from Cancer Throughout the World» привёл данные по статистике смертности от рака в различных странах мира. В 1954 году в Великобритании были опубликованы результаты первых когортных исследований в области онкоэпидемиологии; позднее подобные исследования получили широчайшее развитие.
Инициатором развития онкоэпидемиологии в СССР стал профессор А. В. Чаклин, разработавший методические основы изучения эпидемиологии злокачественных опухолей и многие годы являвшийся председателем проблемной комиссии по эпидемиологии злокачественных опухолей Научного совета по раку АМН СССР. За вклад в развитие онкоэпидемиологии в 1982 году он был удостоен Государственной премии СССР в области науки.

## Типы исследований
В современной онкоэпидемиологии получили распространение следующие типы эпидемиологических исследований:
- экологические исследования, основанные на анализе данных медицинской статистики для последующего определения связей между воздействием факторов окружающей среды и здоровьем населения;
- поперечные (одномоментные) исследования, проводимые для оценки состояния здоровья групп населения в условиях воздействия неблагоприятных факторов окружающей среды методом анкетирования (для изучения редких заболеваний он, впрочем, неприменим);
- исследования типа «случай — контроль», предусматривающие сравнение группы лиц с изучаемым заболеванием с контрольной группой лиц, не имеющих данного заболевания, и изучение различия в доле лиц, экспонированных к изучаемому потенциально вредному фактору;
- когортные исследования, предусматривающие длительные наблюдения над группой здоровых лиц, подвергающихся какому-либо воздействию, с целью выявления в ней случаев заболевания;
- экспериментальные эпидемиологические исследования, применяемые для изучения различий в распространённости заболеваний до и после изменения условий воздействия.

В соответствии с этими направлениями исследования в рамках онкоэпидемиологии выделяют дескриптивную, аналитическую и экспериментальную онкоэпидемиологию.

## Факторы риска
Онкоэпидемиологические исследования выявили несколько групп факторов риска возникновения злокачественных опухолей:
- химические канцерогены, проникающие в организм с пищей, через кожу и слизистые оболочки, а также через лёгкие (при вдыхании загрязнённого воздуха и при курении);
- ионизирующая радиация (способна вызывать почти все формы злокачественных опухолей) и ультрафиолетовое излучение (различные формы рака кожи);
- онкогенные вирусы, некоторые бактерии и гельминты (так, распространённость мочеполового шистосомоза в странах Африки и Ближнего Востока способствует распространению плоскоклеточной формы рака мочевого пузыря[14]).

Неправильное питание также играет значительную роль в этиологии злокачественных опухолей (с ним связывают по крайней мере треть случаев онкозаболеваний), поскольку оно способно существенно снизить способность организма противостоять канцерогенезу. Сходную роль играют нарушения гормонального баланса, вызванные как внутренними, так и внешними причинами. Наконец, значимым фактором риска оказывается и неблагоприятная наследственность (в некоторых случаях она повышает риск возникновения рака в 100 раз и более).